# Nicholas Meyer
Nicholas Meyer (New York, 24 dicembre 1945) è uno scrittore, produttore cinematografico e regista statunitense.
Famoso per il suo best seller La soluzione sette per cento e per aver diretto i film L'uomo venuto dall'impossibile (1979), due dei lungometraggi della serie Star Trek e il film TV The Day After - Il giorno dopo (1983).

## Biografia
Nato in una famiglia ebraica e laureato presso l'Università dell'Iowa in teatro e cinema, Meyer ha attirato per la prima volta l'attenzione del pubblico nel 1974, con il suo best seller La soluzione sette per cento, un romanzo ispirato al personaggio di Sherlock Holmes di Arthur Conan Doyle, in cui il detective si confronta con la sua dipendenza da cocaina con l'aiuto di Sigmund Freud. A questo ha fatto seguire altri due romanzi su Holmes: Orrore nel West End (The West End Horror, 1976) e Sherlock Holmes. Il fantasma di Parigi (The Canary Trainer, 1993).
Dal romanzo La soluzione sette per cento è stato successivamente tratto il film Sherlock Holmes: soluzione settepercento (1976), di cui Meyer ha scritto la sceneggiatura. Il film è stato diretto da Herbert Ross e interpretato da Nicol Williamson, Robert Duvall, Alan Arkin e Laurence Olivier. Per il suo adattamento al romanzo è stato candidato all'Oscar alla migliore sceneggiatura non originale nella 49ª edizione dei Premi Oscar (1977).
Impressionato dalla prima parte del romanzo Time After Time in fase di scrittura da parte del suo amico di college Karl Alexander, Meyer ha opzionato il libro e lo ha adattato in una sceneggiatura dallo stesso nome consentendo la vendita della sceneggiatura solo se fosse stato lui il regista. L'accordo è stato opzionato dalla Warner Bros. e il film ha rappresentato l'esordio di Meyer come regista. Meyer ha liberamente permesso ad Alexander di mutuare il romanzo dalla sceneggiatura. Il film L'uomo venuto dall'impossibile (1979) interpretato da Malcolm McDowell, Mary Steenburgen, e David Warner è stato un successo sia di critica che di pubblico ed è uscito più o meno nello stesso periodo di pubblicazione del romanzo.
Per volere di Karen Moore, allora dirigente della Paramount, Meyer è stato ingaggiato per dirigere Star Trek II - L'ira di Khan (1982). In seguito ha diretto il film TV The Day After - Il giorno dopo (1983), interpretato da Jason Robards, JoBeth Williams, John Cullum, Bibi Besch, John Lithgow, e Steve Guttenberg, che raffigurava le implicazioni di un attacco nucleare contro gli Stati Uniti. Meyer aveva inizialmente deciso di non fare alcun lavoro televisivo, ma cambiò idea dopo aver letto la sceneggiatura di Edward Hume. Per il suo lavoro su The Day After - Il giorno dopo, Meyer è stato candidato per un Emmy Award per la miglior regia. In seguito, ha anche diretto Il Pifferaio Magico, un episodio del 1985 della serie TV Nel regno delle fiabe.
È tornato alla regia cinematografica con il film Un ponte di guai (1985), interpretato da Tom Hanks e John Candy, dopodiché ha ripreso a lavorare su Star Trek, co-scrivendo insieme al produttore Harve Bennett Rotta verso la Terra (1986). Successivamente ha lavorato come regista per la Merchant Ivory Productions dirigendo il film Sul filo dell'inganno (1988), interpretato da Pierce Brosnan nella parte dell'agente britannico William Savage. Meyer in seguito ha scritto e diretto il film di spionaggio Company Business (1991), interpretato da Gene Hackman e Mikhail Baryšnikov. Nel 1991 è tornato di nuovo al mondo di Star Trek, co-scrivendo e dirigendo Rotta verso l'ignoto, il canto del cigno del cast originale.
Negli ultimi anni Meyer ha adattato il romanzo di Philip Roth per il film La macchia umana (2003). Nel 2006 ha collaborato con Martin Scorsese per la sceneggiatura dell'adattamento di Scorsese della biografia vincitrice del Premio Pulitzer di Theodore Roosevelt, The Rise of Theodore Roosevelt, scritta da Edmund Morris. Nel 2016 ha creato insieme a Frank Spotnitz la serie televisiva anglo-italiana I Medici, di cui è stato anche showrunner.
Nell'ottobre 2019, in occasione del 45º anniversario de La soluzione sette per cento, Meyer ha pubblicato un nuovo romanzo con protagonista Sherlock Holmes, dal titolo The Adventure of the Peculiar Protocols. A questo farà seguito un ulteriore romanzo con Holmes, The Return of the Pharaoh, annunciato in uscita per il 9 novembre 2021.

## Filmografia

### Regista
- L'uomo venuto dall'impossibile (Time After Time) (1979)
- Star Trek II - L'ira di Khan (Star Trek: The Wrath of Khan) (1982)
- The Day After - Il giorno dopo (The Day After) (1983)
- Nel regno delle fiabe (Faerie Tale Theatre) – serie TV, episodi 1x18 (1985)
- Un ponte di guai (Volunteers) (1985)
- Sul filo dell'inganno (The Deceivers) (1988)
- Company Business (1991)
- Rotta verso l'ignoto (Star Trek VI: The Undiscovered Country) (1991)
- Vendetta (1999)

### Sceneggiatore
- L'invasione delle api regine (Invasion of the Bee Girls), regia di Denis Sanders (1973)
- Judge Dee and the Monastery Murders, regia di Jeremy Kagan – film TV (1974)
- The Night That Panicked America, regia di Joseph Sargent – film TV (1975)
- Sherlock Holmes: soluzione settepercento (The Seven-Per-Cent Solution), regia di Herbert Ross (1976)
- L'uomo venuto dall'impossibile (Time After Time), regia di Nicholas Meyer (1979)
- Star Trek II - L'ira di Khan (Star Trek: The Wrath of Khan), regia di Nicholas Meyer (1982) - non accreditato
- Nel regno delle fiabe (Faerie Tale Theatre) – serie TV, episodi 1x18
- Rotta verso la Terra (Star Trek IV: The Voyage Home), regia di Leonard Nimoy (1986)
- Company Business, regia di Nicholas Meyer (1991)
- Rotta verso l'ignoto (Star Trek VI: The Undiscovered), regia di Nicholas Meyer (1991)
- Sommersby, regia di Jon Amiel (1993) - soggetto
- Genio e follia, regia di Malcolm Clarke (1995) - soggetto
- The Informant, regia di Jim McBride – film TV (1997)
- Fall from the Sky – film TV (2002) - soggetto
- La macchia umana (film) (The Human Stain), regia di Robert Benton (2003)
- Orpheus, regia di Bruce Beresford (2006) - soggetto
- Lezioni d'amore (Elegy), regia di Isabel Coixet (2008)
- The Hessen Affair, regia di Paul Breuls (2009) - soggetto
- Houdini, regia di Uli Edel – miniserie TV (2014)
- I Medici, regia di Sergio Mimica-Gezzan – serie TV (2016)
- Leonardo – serie TV (2021)

### Produttore
- Star Trek: Discovery – serie TV (2017)

## Libri
- The Love Story Story, 1970
- La soluzione sette per cento (The Seven-Per-Cent Solution), 1974
- Ritorno dalla palude o Esercitazione di tiro (Target Practice), 1974
- Orrore nel West End (The West End Horror), 1976
- Black Orchid, co-scritto con Barry J. Kaplan, 1978
- Confessions of a Homing Pigeon, 1981
- Sherlock Holmes: il fantasma di Parigi (The Canary Trainer: From the Memoirs of John H. Watson, 1993), trad. Massimo M. Mazzoni, Il Giallo Mondadori Sherlock n.73, settembre 2020
- The View From the Bridge: Memories of Star Trek and a Life in Hollywood, 2009
- The Adventure of the Peculiar Protocols, 2019